# Bitó comú
El bitó comú (veu de bou a les Balears i bitol al País Valencià) o vitol, butor, capó d'aigua, esplugabous, esporgabous, bou, toro (de garriga), queca (antigament agró pintat a les Balears) (Botaurus stellaris) és un ardèid molt solitari, sedentari i escàs als Països Catalans.

## Morfologia
- Fa 75 cm de llargària.
- Color marró, amb moltes taques més fosques. Potes verdes i bec robust.
- Ales arrodonides.[3]

## Reproducció
Nidificant escassíssim i molt localitzat (Aiguamolls de l'Empordà, Delta de l'Ebre, i Delta del Llobregat). Entre canyissos acondiciona un niu amb una pila de joncs i a l'abril-maig hi diposita de 4 a 6 ous que incuba al llarg de 15 dies i al cap de 2-3 setmanes els polls deixen el niu.

## Hàbitat
Viu en ambients amb vegetació espessa i a aigües encalmades, com els embassaments, llacs, etc.

## Distribució geogràfica
Viu a les regions temperades d'Euràsia. Als Països Catalans es troba en regressió a causa de la dessecació de les zones humides mentre que abans, també, era caçat per la seua carn en alguns punts del Delta de l'Ebre. Als nostres països, és un hivernant regular en algunes zones humides com el Delta de l'Ebre i els Aiguamolls de l'Empordà, i molt més escàs en altres zones humides, com el Delta del Llobregat, i irregular a la resta de zones. En migració és regular però escàs en zones amb hàbitat adequat (per ex., Aiguamolls de l'Empordà), i molt irregular a la resta.

## Costums
Emet crits en forma de brams que recorden els dels mamífers (per això en la cultura popular de les Balears rep el sobrenom de la por de s'Albufera)  i el seu vol és lent i pausat, semblant al de l'òliba comuna. A més, i en situacions de perill, es camufla perfectament, tot estirant el bec enlaire i restant immòbil en aquesta posició, perquè, d'aquesta manera, deixa al descobert una sèrie de ratlles obscures i clares en el coll que trenquen la seua silueta i la difuminen en el fons de tiges grogues i d'ombres fosques. Si, en aquests moments, les canyes es belluguen endutes pel vent, el bitó comú oscil·larà al mateix compàs. El resultat és sorprenent puix que aquest ocell, d'aquesta manera, es fa fonedís.